# Onates d'Egina
Onates (grec antic: Ὀνάτας, llatí: Onātās) fou un escultor i pintor de l'antiga Grècia nadiu de l'illa d'Egina. Va florir entorn del 460 aC, una mica abans de Fídies i contemporani de Polignot, Agèlades i Hègies. El seu pare podria haver estat el notable pintor Micó, però no se sap segur.
És conegut principalment gràcies a Pausànies, que descriu les seves obres, però un epigrama de l'Antologia grega també l'esmenta. Pausànies les descriu així:
- Una estàtua de bronze d'Hèracles dedicada a Olímpia pels ciutadans de Tasos, d'uns deu centímetres d'alçada, amb una fletxa a una mà i a l'altra un arc, que portava la inscripció: Υἱὸς μέν με Μίκωνος ̓Ονάτας ἐξετέλεσσεν, Αὐτὸς ἐν Αἰγίνη δώματα fαιετάων.
- Un Apol·lo a Pèrgam, admirat pel seu art.
- Un Hermes dedicat a Olímpia per la ciutat de Pleneos d'Arcàdia. Portava una túnica i una clàmide. Feta conjuntament amb Cal·líteles, probablement un deixeble.
- Una estàtua de bronze de Demèter negre amb el cap de cavall. Pausànies n'explica l'origen, i diu que al mont Eleu, prop de Figàlia, hi havia una cova que els figalis havien consagrat a la deessa i li havien dedicat una estàtua de fusta amb la imatge d'una dona, però el cap i els cabells eren d'un cavall amb la crinera, d'on li creixien figures de dracs i altres bèsties salvatges. Anava vestida amb una túnica fins als peus i portava a la mà dreta un dofí i a l'esquerra un colom. En algun moment, la imatge es va cremar, i es va deixar de rendir culte a la deessa. Els conreus van començar a minvar i el poble va passar fam, fins que van consultar l'Oracle de Delfos i la Pítia els va dir que tornessin a fer l'estàtua. Avisat Onates, va fer l'estàtua en bronze, basant-se en uns dibuixos que es conservaven i per una còpia, però sobretot per les indicacions que li donaven els somnis.
- Estàtues dels deu herois grecs reunits per veure quin d'ells acceptada els desafiaments d'Hèctor, dedicada a Olímpia pels aqueus. D'aquest grup Pausànies en va veure només nou, perquè l'estàtua d'Odisseu va ser portada a Roma per Neró que va deixar les altres. Els cabdills estaven armats amb llances i escuts, i destacava una estàtua de Nèstor amb el casc a la mà on hi havia depositats els noms dels herois, i el nom d'Agamèmnon estava inscrit en aquesta estàtua de dreta a esquerra. El grup portava la inscripció: Πολλὰ μὲν ἄλλα σοφου̂ ποιήματα καὶ τόδ' ̓Ονάτα ̓́Εργον, ὅι Αἰγίνη γείνατο παι̂ο̂α Μίκων.
- Un carro de bronze amb la figura d'un home dedicada a Olímpia per Dinòmenes el fill de Hieró I (mort el 467 aC), en memòria de les victòries del seu pare. A cada costat del carro hi havia diversos cavalls amb nois muntant-los.
- Un grup dedicat a Delfos per Tarant, representant soldats a peu i a cavall i amb el rei Opis dels peucecis o iapigis postrat.

Com a pintor només es coneix una obra seva al temple d'Atena Ària a Platea que representa l'expedició dels set cabdills a Tebes. Eurigania, la mare d'Etèocles i Polinices, segons la versió de la història que seguia el pintor, estava inclosa a la pintura lamentant la lluita fratricida dels seus fills.